# Gale Hansen
Gale Hansen (Minneapolis, 2 giugno 1960) è un attore statunitense, principalmente conosciuto per il ruolo di Charlie Dalton ne L'attimo fuggente.
È sposato con Evangeline Quiroz dalla quale ha avuto due figli.

## Filmografia parziale

### Cinema
- L'attimo fuggente (Dead Poets Society), regia di Peter Weir (1989)
- Navy Seals: giovani eroi (The Finest Hour), regia di Shimon Dotan (1992)

### Televisione
- La signora in giallo (Murder, She Wrote) (1 episodio, 1994)